# Dionay
Dionay korábbi község (település) Franciaországban, Isère megyében. 2015. december 31-én Saint-Antoine-l’Abbaye községgel egyesült és Saint Antoine l’Abbaye új község része lett.
Lakosainak száma 114 fő (2018. január 1.). Dionay Montrigaud, Saint-Bonnet-de-Valclérieux, Bessins, Roybon, Saint-Antoine-l’Abbaye és Saint-Appolinard községekkel határos.

## Népesség
A település népességének változása:
| Lakosok száma | 180  | 147  | 124  | 103  | 107  | 127  | 120  | 119  | 114  | 114  |
|               | 1962 | 1968 | 1982 | 1990 | 1999 | 2008 | 2011 | 2013 | 2017 | 2018 |

## Testvérvárosok
- Sermoneta, Olaszország, 2007 óta